# 勒哈木苏伦·额奈比希

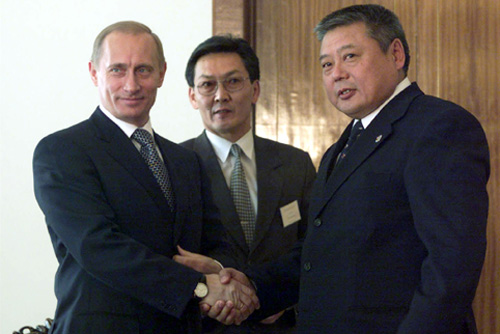
2000年11月14日，俄罗斯总统普京（左）同国家大呼拉尔主席额奈比希（右）在乌兰巴托握手。

勒哈木苏伦·额奈比希（1947年—2001年9月29日）蒙古族，蒙古国布尔根省毛高德县人，蒙古政治家。曾任蒙古人民革命党中央委员会总书记、国家大呼拉尔主席。

## 生平
1947年，额奈比希生于布尔根省毛高德县。1965年，自乌兰巴托市第18学校毕业。1970年，从蒙古国立大学毕业，为建筑工程专业工程师。1975年，在苏联共产党高级培训班学习。1970年到1971年，任建筑设计院工程师、总工程师。1972年到1975年，任建筑设计院院长。1975年到1977年，任建设建筑局副局长兼总工程师。1977年到1980年，任乌兰巴托市人民代表呼拉尔执行机关住宅与公共服务处处长。1980年到1983年，任蒙古人民共和国驻苏联经济顾问委员会专家。1983年到1990年，任乌兰巴托市人民代表呼拉尔执行机关住宅与集体经济局副局长。
1990年起，额奈比希担任乌兰巴托市人民代表呼拉尔主席、人民代表呼拉尔执行机关主席。1992年，额奈比希在韩国市场经济进修班学习。1992年，额奈比希出任蒙古国政府副总理。1993年，任蒙古国政府副总理兼财产私有化委员会主席。1997年，任蒙古人民革命党中央委员会总书记，蒙古柔道爱好者联合会主席。2000年，额奈比希出任国家大呼拉尔主席。他还担任蒙中友协主席。
2001年9月29日，额奈比希在任内逝世，享年54岁。蒙古国家大呼拉尔为此召开了特别会议，会议通过为额奈比希成立治丧委员会的决议，蒙古国总理、蒙古人民革命党中央委员会主席那木巴尔·恩赫巴亚尔任治丧委员会主席，原定的国家大呼拉尔秋季会议被推迟，蒙古国将2011年10月1日至5日设为哀悼日。